# Kloraurinsyra
Kloraurinsyra, även känd som tetrakloraurinsyra, är en oorganisk förening med molekylformeln H[AuCl4].

## Framställning och struktur
För att framställa kloraurinsyra kan guld lösas i kungsvatten och sedan förånga lösningen enligt följande reaktion.
Au + HNO3 + 4 HCl → H[ AuCl4 ] + NO↑ + 2 H2O
Vid upphettning sönderdelas kloraurinsyra till saltsyra och guldtriklorid. Denna reaktion är reversibel, vilket innebär att det går att framställa kloraurinsyra genom att lösa guldtriklorid i saltsyra.
AuCl3 + HCl ⇌ H[AuCl4]
Kloraurinsyras vattenlösning innehåller kvadratiskt plana [AuCl4]−-joner, som ofta används för att framställa andra guldhaltiga komplex.

## Kemiska egenskaper
Kloraurinsyra reduceras av de flesta metaller, och reduktionsreaktionen är mycket snabb. Produkten efter reduktion är elem entärt guld.
Kloraurinsyra visar starka oxiderande egenskaper.
Efter att kloraurinsyra reducerats med dimetylsulfid kommer dimetylsulfidguldklorid att genereras, som också vanligtvis används för att generera andra guldhaltiga komplex.
Reaktionen av kloraurinsyra med ammoniak eller ammoniumsalt kan ge grått och högexplosivt "åsk-guld", som anses vara en blandning av Au2O3·3NH3 och HNAuCl·NH3. Blandningen reagerar med ett överskott av ammoniak för att producera Au(OH)3·3NH3, som kan behandlas med varmt vatten för att erhålla Au2O3·2NH3. 

## Användningsområden
Vid raffinering av guld med Wohlwillmetoden används kloraurinsyra som elektrolyt.
Kolloidal guld och guldnanopartiklar kan i allmänhet framställas genom att reducera kloraurinsyra med natriumcitrat. Andra procedurer kan också användas för att framställa guldnanopartiklar, såsom Norrish-reaktionen och acetaldehydreduktionsreaktionen som används i varmstansningsprocessen.